# 가세다역
가세다역(일본어: 笠田駅, かせだえき)은 일본 와카야마현 이토군 가쓰라기정에 있는 서일본 여객철도의 철도역이다.

## 역 구조
상대식 승강장 2면 2선 구조의 지상역으로, 교행 시설이 갖추어져 있다. 승강장은 역사 쪽에서부터 1번·2번 순으로 번호가 정해져 있으며, 1번 승강장이 하행이다. 두 승강장은 과선교로 이어져 있다.
하시모토 역이 관리하며, 역 업무는 JR 서일본 교통 서비스가 대신 하고 있다.

### 승강장
| 1 | ■ 와카야마 선 | 고카와 · 와카야마 방면 |
| 2 | ■ 와카야마 선 | 하시모토 · 고조 방면   |

## 역세권 정보

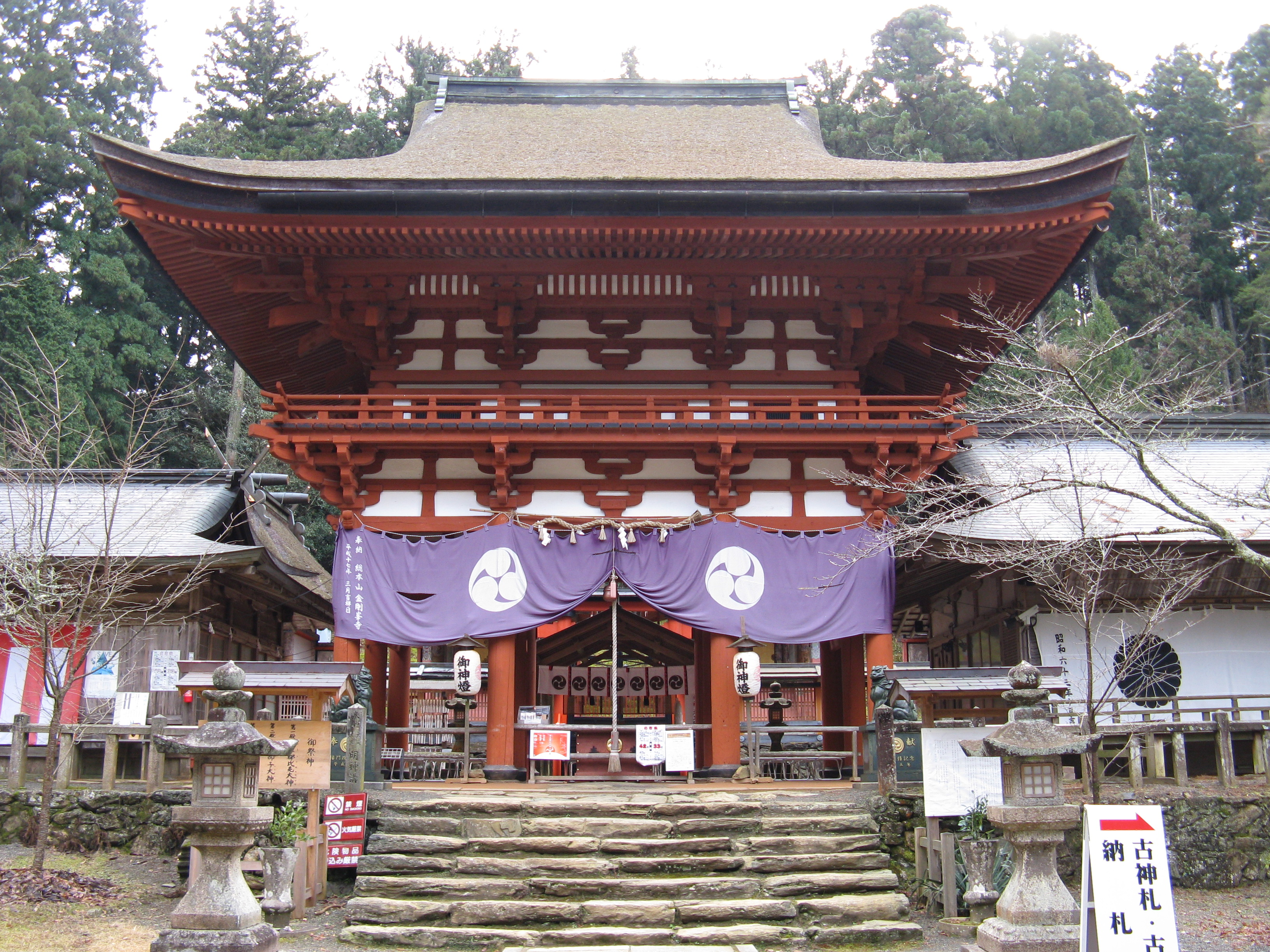
니우쓰히메 신사

- 니우쓰히메 신사

## 역사
- 1900년 11월 25일 - 기와 철도의 하시모토 역 ~ 고카와 역 구간 개통과 동시에 개업.
- 1907년 10월 1일 - 국유화에 따라 일본국유철도의 소속이 되었다.
- 1987년 4월 1일 - 민영화에 따라 서일본 여객철도의 소속이 되었다.

## 인접역
| 서일본 여객철도 와카야마 선 | 서일본 여객철도 와카야마 선 | 서일본 여객철도 와카야마 선 |
| --------------------------- | --------------------------- | --------------------------- |
| 오타니 오지 방면            | ■ 와카야마 선               | 니시카세다 와카야마 방면    |